# Ateloglossa novaeangliae
Ateloglossa novaeangliae là một loài ruồi trong họ Tachinidae.